# Wendell Ladner
Wendell Ladner (Necaise Crossing, Mississipi, 6 d'octubre de 1948 -Queens, Nova York, 24 de juny de 1975) va ser un jugador de bàsquet estatunidenc que va disputar cinc temporades en l'ABA. Amb 1,96 metres d'alçada, jugava en la posició d'aler.